# Bolat Baqauow
Bolat Schumabekuly Baqauow (kasachisch Болат Жұмабекұлы Бақауов, russisch Булат Жумабекович Бакауов; Bulat Schumabekowitsch Bakauow; * 27. Juni 1971 in Nowokusminka, Kasachische SSR) ist ein kasachischer Politiker.

## Leben
Bolat Baqauow wurde im Dorf Nowokusminka im Kreis Schelesin im Gebiet Pawlodar geboren. Von Dezember 1989 bis 1991 Oktober leistete er den Wehrdienst in der sowjetischen Armee ab. Er machte 2003 einen Abschluss am kasachischen Institut für Recht und internationale Beziehungen. 2005 folgte ein Abschluss in Ökonomie und Unternehmensmanagement an der Universität für Management in Almaty.
2003 ging Baqauow in die Politik und wurde Abgeordneter im Regionalparlament von Pawlodar. Von Dezember 2008 bis Oktober 2011 war er Äkim des Kreises Qaschyr (Gebiet Pawlodar) bevor er am 8. Oktober 2011 zum Bürgermeister der Stadt Aqsu ernannt wurde. Am 14. April 2014 wurde Baqauow zum Bürgermeister der Stadt Pawlodar ernannt. Seit dem 25. März 2016 ist er Äkim (Gouverneur) des Gebietes Pawlodar.